# HD78362
HD78362 — хімічно пекулярна зоря спектрального класу
A4 й має  видиму зоряну величину в смузі V приблизно  4,7.
Вона  розташована на відстані близько 121,7 світлових років від Сонця.

## Фізичні характеристики
Зоря HD78362 обертається 
порівняно повільно 
навколо своєї осі. Проєкція її екваторіальної швидкості на промінь зору становить  Vsin(i)= 21км/сек.

## Магнітне поле
Спектр даної зорі вказує на наявність магнітного поля у її зоряній атмосфері.
Напруженість повздовжної компоненти поля оціненої з аналізу
крил ліній Бальмера
становить    4,1±   5,0 Гаус.